# فيرنون باريس
فيرنون باريس (بالإنجليزية: Vernon Paris)‏ مواليد 5 يناير 1988 في ديترويت، هو ملاكم محترف أمريكي يصنف ضمن فئة وزن خفيف الوسط.

## المسيرة الاحترافية
من نزالاته:
- خسر أمام فرانكي غوميز (25-07-2014).
- خسر أمام زاب جودا بالضربة الفنية القاضية (24-03-2012).
- انتصر على إيمانويل أوغستوس (29-01-2011).

## إحصائيات
خاض خلال مسيرته 34 نزالا، فاز في 29 وخسر في 2. فاز بالضربة القاضية في 17 نزالا.

## روابط خارجية
- فيرنون باريس على موقع بوكس ريك (الإنجليزية) (registration required)